# Lycalopex
Lycalopex (anteriorment Pseudalopex) és un gènere de cànids sud-americans. Tot i que tenen un aspecte molt semblant al de les guineus, en realitat són més propers als gossos que a les guineus autèntiques. D'aquí prové el seu antic nom científic, Pseudalopex, que significa 'pseudo-guineu'.
L'espècie més estesa del gènere és probablement la guineu d'Azara (L. gymnocercus), que es caracteritza per les seves grans orelles i el seu pelatge marró vermellós. Viu a l'oest de l'Argentina i a la Patagònia. A vegades són objecte de caça furtiva a causa del seu bonic pelatge.